# Huangyuania tibetana
Huangyuania tibetana là một chi nhện đơn loài trong họ Agelenidae. Chúng được miêu tả đầu tiên bởi Hu & Li năm 1987, và chỉ được tìm thấy ở Trung Quốc.